# 古川久吉 (1846年生の実業家)
古川 久吉（ふるかわ きゅうきち、1846年6月13日〈弘化3年5月20日〉 - 1925年〈大正14年〉7月7日）は、日本の商人（米穀商）、政治家（広島市会議員）、広島県の大地主、広島県多額納税者、醸造家、実業家、資産家。族籍は広島県平民。

## 経歴
広島市観音村（現・広島県広島市西区観音地区）生まれ。古川伊三郎の長男。後家督を相続する。維新前より米穀商を営み、旧藩の御用を勤める。1870年、醤油醸造を始める。
1882年、堺町に於いて清酒醸造を兼営する。1887年、紙屋町へ酒造場を増築する。1889年、自家の向かいへ移転し、専らその発展に努力し、実地の状勢に応じ醤油酒醸造の石数を年々増加し外国に輸出するに至り酒造業は賃貸に改め、専心優良の醤油醸造に腐心する。
広島産業銀行、藝備銀行各取締役、藝備鉄道、廣島銀行、広島商業銀行、広島貯蓄銀行各監査役などをつとめる。

## 人物
市郡町村に亘り土地を所有する大地主であり、家屋数百戸を建築貸与し、市民より尊重される。貴族院多額納税者議員選挙の互選資格を有する。本籍は広島市。住所は広島市堺町四丁目（現・広島市中区堺町）。

## 栄典
- 1919年11月11日 - 紺綬褒章[12]
  - 1919年3月、広島市舟入病院敷地として畑2387坪を寄付する[12]。

## 家族・親族
古川家
- 父・伊三郎（広島平民）[6][10]
- 長男・久吉（1870年 - ?、前名・芳蔵、醸造家、藝備銀行取締役[13]、広島株式取引所理事[14]）- 1925年、家督を相続し、前名芳蔵を改める[13]。
  - 同妻・エイ（1874年 - ?、広島、金口家の長女[注 1]）
  - 同養子・正彦（1902年 - 1942年、男爵毛利祥久の五男）[13][14][15]
  - 同長女[13][14]
- 孫[3]